# Выборы в Думу Астраханской области (2016)
Выборы депутатов Думы Астраханской области шестого созыва состоялись в Астраханской области 18 сентября 2016 года в единый день голосования, одновременно с выборами в Государственную думу РФ. Выборы проходили по смешанной избирательной системе: из 58 депутатов 29 избирались по партийным спискам (пропорциональная система), остальные 29 — по одномандатным округам (мажоритарная система). Для попадания в областную думу по пропорциональной системе партиям необходимо преодолеть 5%-й барьер. Срок полномочий депутатов — пять лет.
На 1 июля 2016 года в области было зарегистрировано 745 127 избирателей. Явка составила 35,82 %.

## Ключевые даты
- 16 июня областная дума назначила выборы на 18 сентября 2016 года (единый день голосования).[2]
  - 16 июня постановление о назначении выборов было опубликовано в СМИ.[2]
- 17 июня Избирательная комиссия Астраханской области утвердила календарный план мероприятий по подготовке и проведению выборов.[2]
- с 17 июня по 13 июля — период выдвижения кандидатов партиями.[2]
- с 17 июня по 17 июля — период выдвижения списков и самовыдвижения кандидатов.[2]
  - агитационный период начинается со дня выдвижения и заканчивается и прекращается за одни сутки до дня голосования.[2]
- по 3 августа — период представления документов для регистрации кандидатов и списков.[2]
- с 20 августа по 16 сентября — период агитации в СМИ.[2]
- 17 сентября — день тишины.[2]
- 18 сентября — день голосования.

## Участники

### Выборы по партийным спискам
По единому округу партии выдвигали списки кандидатов. Для регистрации выдвигаемого списка партиям требовалось собрать от 3738 до 4111 подписи избирателей (0,5 % от числа избирателей).
| 1 | Единая Россия                                                  | Александр Жилкин • Игорь Мартынов • Геннадий Орденов | 29 | 80 | зарегистрирован                                                        |
| 2 | Коммунистическая партия Российской Федерации                   | Николай Арефьев • Виктор Вострецов • Иван Иванов     | 29 | 65 | зарегистрирован                                                        |
| 3 | ЛДПР — Либерально-демократическая партия России                | Владимир Жириновский • Тимофей Щербаков              | 27 | 62 | зарегистрирован                                                        |
| 4 | Яблоко                                                         | Сергей Геворкян                                      | 17 | 18 | зарегистрирован                                                        |
| 5 | Партия «Добрых дел»                                            | Анна Русакова • Олег Финников • Александр Киселев    | 16 | 19 | зарегистрирован                                                        |
| 6 | Справедливая Россия                                            | Олег Шеин • Наталия Буянская • Евгений Дунаев        | 29 | 50 | зарегистрирован                                                        |
| — | Коммунисты России                                              | Руслан Хугаев • Ярослав Сидоров • Александр Подзоров | 28 | 58 | отказано в регистрации (недостаточное количество достоверных подписей) |
| — | Объединённая партия людей ограниченной трудоспособности России | Евгений Веденеев • Александр Пузанов                 | 13 | 15 | отказано в регистрации (не представлены документы для регистрации)     |
| — | Партия Роста                                                   | Наиля Никитина                                       | 15 | 16 | отказано в регистрации (недостаточное количество достоверных подписей) |
| — | Партия Социальных Реформ                                       | Евгений Малинин • Станислав Полищук • Сергей Демин   | 28 | 52 | отказано в регистрации (не представлены документы для регистрации)     |
| *Региональная группа соответствует одному одномандатному округу и должна включать от 1 до 3 кандидатов. Региональных групп должно быть от 15 до 29. |                                                                |                                                      |    |    |                                                                        |
| **Без учёта выбывших кандидатов. Общее число кандидатов не должно превышать 90 человек.                                                             |                                                                |                                                      |    |    |                                                                        |

### Выборы по округам
По 29 одномандатным округам кандидаты выдвигались как партиями, так и путём самовыдвижения. Кандидатам требовалось собрать 3 % подписей от числа избирателей соответствующего одномандатного округа.
| Партия | Партия                                          | Кандидатов |
| ------ | ----------------------------------------------- | ---------- |
|        | Единая Россия                                   | 27         |
|        | Коммунистическая партия Российской Федерации    | 28         |
|        | ЛДПР — Либерально-демократическая партия России | 21         |
|        | Партия Роста                                    | 2          |
|        | Справедливая Россия                             | 28         |
|        | Яблоко                                          | 4          |
|        | Самовыдвижение                                  | 17         |
| Всего  | Всего                                           | 127        |

| №  | Состав                                                             | Избирателей |
| -- | ------------------------------------------------------------------ | ----------- |
| 1  | частично Ахтубинский район                                         | 23 838      |
| 2  | частично Ахтубинский район                                         | 23 824      |
| 3  | ЗАТО Знаменск, частично Ахтубинский район                          | 20 798      |
| 4  | частично Харабалинский район                                       | 27 327      |
| 5  | Красноярский район, частично Володарский район                     | 26 872      |
| 6  | частично Володарский район                                         | 28 169      |
| 7  | частично Приволжский район                                         | 23 250      |
| 8  | частично Камызякский район, Володарский район                      | 30 212      |
| 9  | частично Камызякский район, Икрянинский район, Наримановский район | 29 593      |
| 10 | частично Икрянинский район                                         | 27 919      |
| 11 | Лиманский район                                                    | 24 645      |
| 12 | частично Наримановский район                                       | 27 986      |
| 13 | Енотаевский район, частично Харабалинский район                    | 23 261      |
| 14 | Черноярский район, частично Ахтубинский район                      | 20 836      |
| 15 | частично Ленинский район города Астрахани                          | 27 182      |
| 16 | частично Ленинский район города Астрахани                          | 26 737      |
| 17 | частично Ленинский район города Астрахани                          | 26 573      |
| 18 | частично Ленинский район города Астрахани                          | 27 167      |
| 19 | частично Кировский район города Астрахани                          | 27 389      |
| 20 | частично Кировский район города Астрахани                          | 26 658      |
| 21 | частично Кировский район города Астрахани                          | 27 152      |
| 22 | частично Советский район города Астрахани                          | 24 185      |
| 23 | частично Советский район города Астрахани, Приволжский район       | 21 067      |
| 24 | частично Советский район города Астрахани                          | 23 866      |
| 25 | частично Советский район города Астрахани                          | 23 350      |
| 26 | частично Советский район города Астрахани                          | 25 085      |
| 27 | частично Трусовский район города Астрахани                         | 27 179      |
| 28 | частично Трусовский район города Астрахани                         | 27 849      |
| 29 | частично Трусовский район города Астрахани                         | 26 969      |

## Результаты
| Место                      | Место                      | Партия                     | по областным спискам | по областным спискам | по областным спискам | по одно- мандатным округам | всего         | всего   |
| Место                      | Место                      | Партия                     | Голоса               | %                    | Получено мест        | Получено мест              | Получено мест | %       |
| -------------------------- | -------------------------- | -------------------------- | -------------------- | -------------------- | -------------------- | -------------------------- | ------------- | ------- |
|                            | 1.                         | «Единая Россия»            | 112 954              | 42,31 %              | 13                   | 23                         | 36            | 62,07 % |
|                            | 2.                         | «Справедливая Россия»      | 57 422               | 21,51 %              | 7                    | 2                          | 9             | 15,52 % |
|                            | 3.                         | КПРФ                       | 46 137               | 17,28 %              | 5                    | 1                          | 6             | 10,34 % |
|                            | 4.                         | ЛДПР                       | 35 543               | 13,31 %              | 4                    | 0                          | 4             | 6,90 %  |
|                            |                            |                            |                      |                      |                      |                            |               |         |
|                            | 5.                         | «Яблоко»                   | 3115                 | 1,17 %               | 0                    | 0                          | 0             | 0 %     |
|                            | 6.                         | «Добрых дел»               | 3098                 | 1,16 %               | 0                    | —                          | 0             | 0 %     |
|                            |                            | Партия Роста               | —                    | —                    | —                    | 0                          | 0             | 0 %     |
|                            |                            | Самовыдвижение             | —                    | —                    | —                    | 3                          | 3             | 5,17 %  |
| Недействительные бюллетени | Недействительные бюллетени | Недействительные бюллетени | 8697                 | 3,26 %               |                      |                            |               |         |
| Всего                      | Всего                      | Всего                      | 266 966              | 100 %                | 29                   | 29                         | 58            | 100 %   |